# Filippo Salvatore Gilij
Filippo Salvatore Gilij, (anche Gili, Gilii, Gilj, Gilli) (Norcia, 26 luglio 1721 – Roma, 1789), è stato un sacerdote italiano appartenente alla Compagnia di Gesù che visse nella Provincia di Caracas (o Provincia di Venezuela), nella parte centrale dell'odierno Venezuela, sul fiume Orinoco. Quella di Gilij è oggi considerata una figura di spicco tra i primi linguisti che si interessarono delle lingue sudamericane, grazie ai suoi avanzati approfondimenti sulla natura delle diverse lingue dell'area.

## Biografia
Nato a Norcia, in particolare nella frazione di Legogne, nel 1721, a meno di vent'anni, nel 1740, Gilij si unì alla provincia romana della Compagnia di Gesù, la quale già nel 1741 lo destinò alle missioni in America Latina. Nel 1743 egli partì dunque da Cadice come membro di un gruppo di missionari guidato da parte Jose Gumilla. Giunto quindi nella Provincia di Guayana, studiò presso l'Università saveriana di Santa Fe de Bogotá, dove poi divenne anche insegnante di retorica. 
Nel 1748, dopo l'ordinazione sacerdotale, fu destinato alle spedizioni nella zona dell'Orinoco e qui, per diciotto anni, fino al 1767, si dedicò non solo all'esplorazione e all'evangelizzazione del selvaggio e semisconosciuto entroterra venezuelano, ma compì anche importantissimi studi linguistici ed etnologici su diverse tribù indigene della zona, quali i Pareques, i Manipures e i Tamanacos. Gilij riuscì a ottenere la fiducia di molti gruppi indigeni grazie alla sua grande abilità sia nell'imparare molto presto le principali lingue locali, sia nel praticare una medicina basata su piante e metodi curativi locali. Ciò fece anche sì che la sua opera di evangelizzazione risultasse efficacissima.
Dopo essere penetrato ancora più nell'entroterra venezuelano tra il 1756 e il 1766, nel 1767 Gilij fu costretto a rientrare in patria quando il governo spagnolo ordinò la dissoluzione dell'istituzione gesuita in America e l'espulsione di tutti i suoi appartenenti dal continente. 
Una volta tornato in Italia, dopo la soppressione della Compagnia nel 1773, si diede alla stesura della sua opera più famosa, ossa il Saggio di storia americana, redatta a partire da tutto il materiale raccolto in quasi vent'anni di esplorazioni, a cui aggiunse materiale proveniente da fonti di difficile accesso che egli poté consultare grazie alla sua amicizia con l'ambasciatore spagnolo presso la Santa Sede, J. N. de Azara.
L'opera fu pubblicata in 4 volumi in italiano con il titolo Saggio di Storia Americana, o sia Storia Naturale, Civile, e Sacra De regni, e delle provincie Spagnuole di Terra-ferma nell' America meridionale. Le vicende storiche della fine del XVIII secolo e dell'inizio del XIX, però, bloccarono il progetto di una traduzione dell'opera in spagnolo e quindi della sua diffusione in Sud America. Ciò fece sì che il lavoro di Gilij cadesse nell'oblio fino al 1947 quando fu praticamente riscoperto da J. A. Salazar provocando stupore, per il dettaglio e la mole dell'opera, tra gli americanisti dell'epoca.
Gilij morì a Roma nel 1789.

## Approfondimenti linguistici
La parte più importante dell'opera di Gilij riguarda le scoperte e i dettagliati e precisi approfondimenti che egli fece riguardo alle lingue dei nativi sudamericani, tanto che si deve a lui la maggior parte delle cose oggi note di lingue come le tamanaku.
Gilij riconobbe la corrispondenza di suoni, ad esempio fra /s/ : /tʃ/ : /ʃ/, nella famiglia delle lingue caribe anticipando quello che il filologo William Jones sostenne nel suo famoso Third Anniversary Discourse alla Asiatic Society nel 1786, ossia l'esistenza di relazioni genealogiche (cioè una discendenza da una comune lingua ancestrale) tra le lingue, presentando inoltre, a differenza di Jones, diverse prove a supporto della sua ipotesi.
Egli inoltre trattò un gran numero di concetti linguistici come le caratteristiche areali tra lingue tra loro estranee, il prestito linguistico (fra lingue americane e da lingue americane a lingue europee), l'ordine delle parole, l'estinzione linguistica, l'origine della lingua e la presenza di strutture dedicate al linguaggio innate nell'essere umano come sarà poi scoperto da Roman Jakobson.

### Le nove "lingue madri" di Gilij
In una delle prime proposte di sempre sulla classificazione delle famiglie linguistiche sudamericane, Gilij scoprì che le lingue parlate nell'area dell'Orinoco appartenevano a quelle che lui chiamò nove "lingue madri", ossia famiglie linguistiche (nella lista sottostante sono riportati i nomi delle "lingues matrices" dati da Gilij, tra parentesi sono invece riportati i nomi con cui quelle famiglie linguistiche sono conosciute oggi):
- Caribe
- Sáliva (Salivan)
- Maipure
- Otomaca & Taparíta (Otomako-taparita)
- Guama & Quaquáro (Guamo)
- Guahiba (Guahiban)
- Yaruro
- Guaraúno (Warao)
- Aruáco (Aruaca, parte delle lingue chibcha)